# Adorable (groupe)
Pour les articles homonymes, voir Adorable.
Adorable est un groupe britannique de rock, originaire de Coventry, en Angleterre, actif entre 1990 et 1994, puis en 2019.

## Histoire
Adorable se forme en septembre 1990. Avant cela, le groupe était connu sous le nom de The Candy Thieves, et leur seul disque comprenait une première reprise de Homeboy et une autre chanson Underwater qui correspondait à la tendance baggy de l'époque. Le single sort chez Trolley Records en 1990. Cependant, le guitariste Wayne Peters quitte le groupe par frustration face à leur manque de succès et est remplacé par Robert Dillam, ce qui entraîne le changement de nom en Adorable.
Le premier concert d'Adorable a lieu à Coventry, au club Tic Toc, la nuit où la première guerre du Golfe a commencé, en janvier 1991.
Après avoir enregistré un vinyle de Sunshine Smile (I'll Be Your Saint et Breathless sur la face B) qui est pressé pour être publié sur le label Money to Burn du producteur Pat Collier, le groupe reçoit une critique positive dans le NME. Cependant, le single n'est jamais sorti. Ils signent chez Creation Records en 1992, et après une tournée britannique en première partie de Curve, ils sortent leur premier single, un réenregistrement de Sunshine Smile, en avril de la même année.
Sunshine Smile est élu single de la semaine par le NME et arrive en tête du UK Indie Chart. Le groupe sort I'll Be Your Saint, Homeboy et Sistine Chapel Ceiling (un autre single de la semaine du NME), qui se classent tous dans le Top 5 du classement indie. Les relations du groupe avec le reste de la presse musicale sont cependant tendues et s'enveniment rapidement. Leur album Against Perfection sort en mars 1993 et atteint la 70e place du UK Albums Chart. Le titre original de l'album, Against Creation, est abandonné 24 heures avant que le groupe ne soumette l'album à son label, ce qui reflète les relations difficiles qu'il entretient avec celui-ci. Le groupe tourne aux États-Unis, en Europe, en Australie et au Japon. La tournée en Australie est qualifiée plus tard de « désastreuse » par le groupe où les « promoteurs nous ont laissé tomber et ne nous ont jamais payés ». L'argent est récupéré plus tard, mais pas certains des albums des membres du groupe qu'ils avaient avec eux.

## Discographie

### Albums studio
- 1993 : Against Perfection (70e place du UK Albums Chart[5]
- 1994 : Fake

### Compilations
- 2008 : Footnotes: Best of 92–94 (Cherry Red)

### Singles
- 1992 : Sunshine Smile (20 avril 1992) (R.-U No. 85 / US Billboard Alternative Songs No. 29)
- 1992 : I'll Be Your Saint (13 juillet 1992) (R-U : No. 90)
- 1992 : Homeboy (26 octobre 1992) (R-U : No. 121)
- 1993 : Sistine Chapel Ceiling (janvier 1993) (R-U : No. 97)
- 1993 : Favourite Fallen Idol (12 avril 1993) (R-U : No. 103)
- 1994 : Kangaroo Court (avril 1994)
- 1994 : Vendetta (septembre 1994) (R-U : No. 99)